# Rhinocricus clypeatus
Rhinocricus clypeatus är en mångfotingart som beskrevs av Loomis 1938. Rhinocricus clypeatus ingår i släktet Rhinocricus och familjen Rhinocricidae. Inga underarter finns listade i Catalogue of Life.